# La Bigottière
La Bigottière és un municipi francès situat al departament de Mayenne i a la regió de País del Loira. L'any 2007 tenia 390 habitants.

## Demografia

### Població
El 2007 la població de fet de La Bigottière era de 390 persones. Hi havia 152 famílies de les quals 36 eren unipersonals (20 homes vivint sols i 16 dones vivint soles), 56 parelles sense fills, 56 parelles amb fills i 4 famílies monoparentals amb fills.
La població ha evolucionat segons el següent gràfic:
Habitants censats

### Habitatges
El 2007 hi havia 181 habitatges, 154 eren l'habitatge principal de la família, 19 eren segones residències i 8 estaven desocupats. 180 eren cases i 1 era un apartament. Dels 154 habitatges principals, 116 estaven ocupats pels seus propietaris, 35 estaven llogats i ocupats pels llogaters i 3 estaven cedits a títol gratuït; 1 tenia una cambra, 7 en tenien dues, 26 en tenien tres, 43 en tenien quatre i 77 en tenien cinc o més. 98 habitatges disposaven pel capbaix d'una plaça de pàrquing. A 81 habitatges hi havia un automòbil i a 63 n'hi havia dos o més.

### Piràmide de població
La piràmide de població per edats i sexe el 2009 era:
| Homes | Edats   | Dones |
| ----- | ------- | ----- |
| 0     | 95 o +  | 0     |
| 0     | 90 a 94 | 0     |
| 0     | 85 a 89 | 0     |
| 4     | 80 a 84 | 4     |
| 12    | 75 a 79 | 8     |
| 4     | 70 a 74 | 8     |
| 16    | 65 a 69 | 4     |
| 4     | 60 a 64 | 16    |
| 16    | 55 a 59 | 4     |
| 12    | 50 a 54 | 16    |
| 4     | 45 a 49 | 12    |
| 12    | 40 a 44 | 12    |
| 20    | 35 a 39 | 12    |
| 8     | 30 a 34 | 8     |
| 12    | 25 a 29 | 8     |
| 0     | 20 a 24 | 4     |
| 24    | 15 a 19 | 12    |
| 12    | 10 a 14 | 4     |
| 12    | 5 a 9   | 8     |
| 8     | 0 a 4   | 4     |

## Economia
El 2007 la població en edat de treballar era de 242 persones, 188 eren actives i 54 eren inactives. De les 188 persones actives 178 estaven ocupades (105 homes i 73 dones) i 10 estaven aturades (4 homes i 6 dones). De les 54 persones inactives 28 estaven jubilades, 13 estaven estudiant i 13 estaven classificades com a «altres inactius».

### Ingressos
El 2009 a La Bigottière hi havia 177 unitats fiscals que integraven 467,5 persones, la mediana anual d'ingressos fiscals per persona era de 15.588 €.

### Activitats econòmiques
Dels 6 establiments que hi havia el 2007, 2 eren d'empreses de fabricació d'altres productes industrials, 1 d'una empresa de construcció, 1 d'una empresa de comerç i reparació d'automòbils, 1 d'una empresa d'hostatgeria i restauració i 1 d'una empresa immobiliària.
Dels 2 establiments de servei als particulars que hi havia el 2009, 1 era un taller de reparació d'automòbils i de material agrícola i 1 guixaire pintor.
L'únic establiment comercial que hi havia el 2009 era una botiga de menys de 120 m².
L'any 2000 a La Bigottière hi havia 35 explotacions agrícoles que ocupaven un total de 1.512 hectàrees.

## Equipaments sanitaris i escolars
El 2009 hi havia una escola maternal integrada dins d'un grup escolar amb les comunes properes formant una escola dispersa.

## Poblacions més properes
El següent diagrama mostra les poblacions més properes.